# جیمز گولدمن
جیمز گولدمن (انگلیسی: James Goldman؛ ۳۰ ژوئن ۱۹۲۷ – ۲۸ اکتبر ۱۹۹۸) یک فیلم‌نامه‌نویس اهل ایالات متحده آمریکا بود.